# Sena Tomita
Sena Tomita (ur. 5 października 1999 w Myōkō) – japońska snowboardzistka, specjalizująca się w half-pipe'ie. Po raz pierwszy na arenie międzynarodowej pojawiła się 27 stycznia 2013 roku w miejscowości Katashina, gdzie zajęła 17. miejsce. W marcu 2015 roku wystartowała na mistrzostwach świata juniorów w Yabuli, zajmując 23. miejsce w slopestyle'u. W zawodach Pucharu Świata zadebiutowała 14 lutego 2016 roku w Sapporo, zajmując dziewiąte miejsce. Tym samym już w swoim debiucie wywalczyła pierwsze pucharowe punkty. Pierwszy raz na podium zawodów tego cyklu stanęła 21 grudnia 2017 roku w Secret Garden, kończąc rywalizację w halfpipe’ie na drugiej pozycji. W zawodach tych rozdzieliła dwie Chinki: Liu Jiayu i Cai Xuetong.
W 2018 roku wystąpiła na igrzyskach olimpijskich w Pjongczangu, zajmując ósme miejsce. W marcu 2021 roku zadebiutowała podczas mistrzostw świata Aspen, w których uplasowała się tuż za podium na czwartej pozycji.

## Osiągnięcia

### Igrzyska olimpijskie
| Miejsce | Dzień     | Rok  | Miejscowość | Konkurencja | Zwyciężczyni |
| ------- | --------- | ---- | ----------- | ----------- | ------------ |
| 8.      | 13 lutego | 2018 | Pjongczang  | Halfpipe    | Chloe Kim    |
| 3.      | 10 lutego | 2022 | Pekin       | Halfpipe    | Chloe Kim    |

### Mistrzostwa świata
| Miejsce | Dzień    | Rok  | Miejscowość | Konkurencja | Zwyciężczyni |
| ------- | -------- | ---- | ----------- | ----------- | ------------ |
| 4.      | 13 marca | 2021 | Aspen       | Halfpipe    | Chloe Kim    |

### Puchar Świata

#### Miejsca w klasyfikacji generalnej
- sezon 2015/2016: 66.
- sezon 2017/2018: 17.
- sezon 2018/2019: 16.
- sezon 2019/2020: 44.
- sezon 2020/2021: 10.
- sezon 2021/2022: 11.

#### Miejsca na podium w zawodach
1. Secret Garden – 21 grudnia 2017 (halfpipe) – 2. miejsce
2. Calgary – 15 lutego 2019 (halfpipe) – 3. miejsce
3. Mammoth Mountain – 9 marca 2019 (halfpipe) – 2. miejsce
4. Laax – 23 stycznia 2021 (halfpipe) – 3. miejsce
5. Aspen – 21 marca 2021 (halfpipe) – 3. miejsce
6. Copper Mountain – 11 grudnia 2021 (halfpipe) – 2. miejsce
7. Mammoth Mountain – 8 stycznia 2022 (halfpipe) – 3. miejsce